# Boisea trivittata

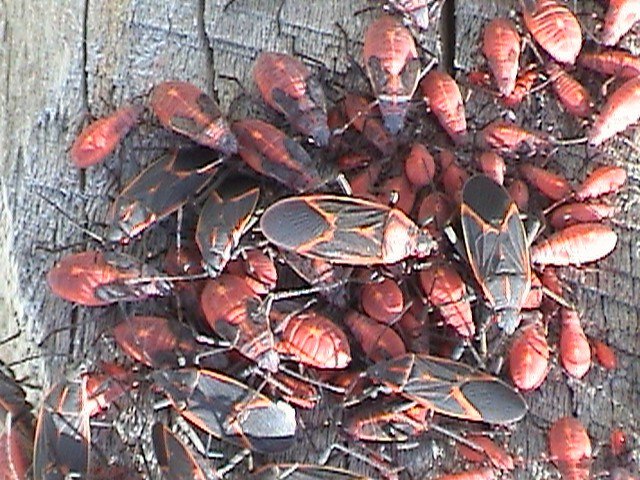
Boisea trivittata – Imagines und Nymphen

Boisea trivittata ist eine Wanze aus der Unterfamilie Serinethinae innerhalb der Familie der Glasflügelwanzen (Rhopalidae).

## Merkmale
Die Wanzen werden 11 bis 14 Millimeter lang. Kopf, Fühler und Beine sind schwarz. Die Augen sind rot. Die seitlichen Ränder des schwarzen Halsschildes (Pronotum) sowie ein mittig verlaufender Längsstreifen sind orange gefärbt. Das schwarze Schildchen (Scutellum) weist einen kleinen orangen Fleck an der apikalen Spitze auf. Die schwarz gefärbten Hemielytren weisen eine orange äußere Umrandung auf. Entlang dem unteren Rand, am Übergang zur ebenfalls schwarz gefärbten Membran, verläuft ein oranger Streifen. Die Hemielytren weisen eine auffällige dunkle Aderung auf.

## Verbreitung und Lebensraum
Die Wanzen kommen in Nordamerika vor. In Kanada sind sie von Alberta bis Ontario vertreten. In den Vereinigten Staaten reicht ihr Verbreitungsgebiet von der Ostküste über die Rocky Mountains bis nach Arizona und Idaho im Westen. Das Vorkommen von Boisea trivittata reicht im Süden bis nach Guatemala in Mittelamerika. Die Wanzen findet man in der Niedervegetation.

## Lebensweise
Die Wanzen sind auf Arten der Seifenbaumgewächse (Sapindaceae) spezialisiert. Zu ihren Wirtspflanzen zählen die Ahorn-Arten Acer grandidentatum, der Eschen-Ahorn (Acer negundo), der Silber-Ahorn (Acer saccharinum) und der Dreispitz-Ahorn (Acer buergerianum) sowie der Waschnussbaum (Sapindus saponaria). Die Wanzen saugen an den Samen der Bäume. Man findet sie nur an pistillaten (botanisch weiblichen) samentragenden Bäumen (speziell beim Eschen-Ahorn).
Die Wanzenart ist meist bivoltin. Die Wanzen suchen zur Überwinterung häufig menschliche Behausungen auf und gelten deshalb als Lästlinge. Ab März erscheinen die Imagines wieder. Die Eiablage findet gewöhnlich im April und Mai sowie für die zweite Generation im Juni und Juli statt.
Im Englischen heißt die Wanze Eastern Boxelder Bug – bezugnehmend auf den Eschen-Ahorn (engl. boxelder) und dem Verbreitungsschwerpunkt im Osten der USA.

## Ähnliche Arten
Boisea rubrolineata (Western Boxelder Bug) ist eine verwandte und sehr ähnliche Wanzenart. Sie kommt im Gegensatz zu Boisea trivittata im Westen der Vereinigten Staaten vor. Äußerlich unterscheidet sich die Art durch die orangen Venen der Hemielytren.

## Etymologie
Der Namenszusatz trivittata leitet sich aus dem Lateinischen ab: tri für „drei“ und vittata für „gebändert“. Er bezieht sich offensichtlich auf die drei orangen Streifen des Halsschildes.